# Diocèse de Gómez Palacio
Le diocèse de Gómez Palacio (en latin : Dioecesis Gomez-Palaciensis ; en espagnol : Diócesis de Gómez Palacio) est un diocèse de l'Église catholique du Mexique, suffragant de l'archidiocèse de Durango.

## Territoire

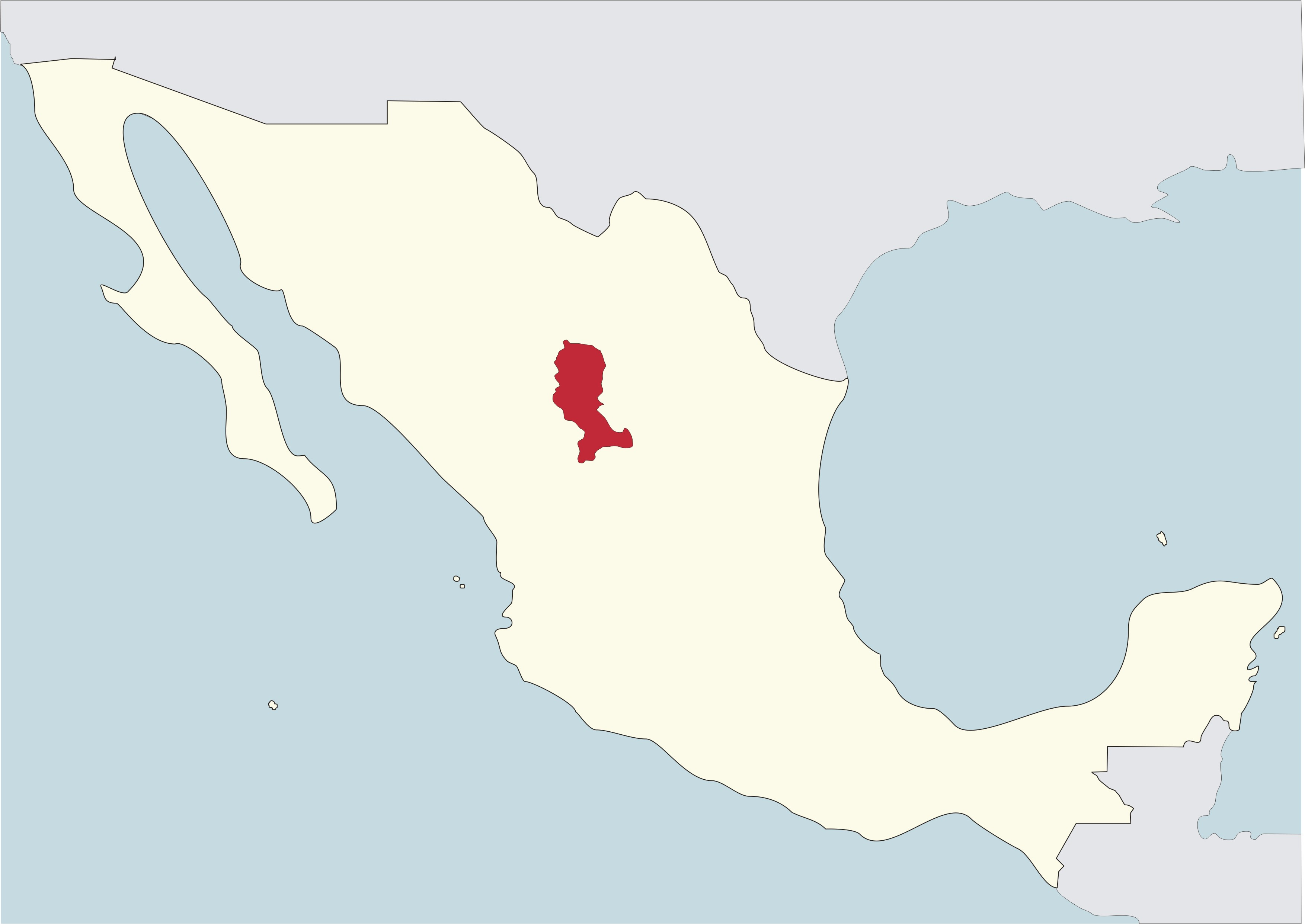
Diocèse de Gómez Palacio en rouge sur la carte du Mexique

Il comprend les municipalités de Général Simón Bolívar, Gómez Palacio, Lerdo, Mapimí, Nazas, San Juan de Guadalupe, San Luis del Cordero, San Pedro del Gallo, Santa Clara, Tlahualilo et une partie de la municipalité de Cuencamé de l'État de Durango.
Il possède un territoire d'une superficie de 27 405 km2 divisé en 39 paroisses. Le siège épiscopal est dans la ville de Gómez Palacio où se trouve la cathédrale de Notre-Dame-de-Guadalupe. La Vierge Marie, vénérée sous ce vocable, est la patronne du diocèse.

## Historique
Le diocèse est érigé le 25 novembre 2008 par la constitution apostolique Metropolitanae Ecclesiae du pape Benoît XVI en prenant une partie du territoire de l'archidiocèse de Durango dont Gómez Palacio devient suffragant.

## Évêques
- José Torres Campos (25 novembre 2008 - 20 décembre 2014), nommé évêque de Ciudad Juárez
- José Fortunato Álvarez Valdéz (30 décembre 2015 - 7 novembre 2018)
- Jorge Estrada Solórzano, depuis le 11 mai 2019